# Фінал Кубка Футбольної ліги 1987
Фінал Кубка Футбольної ліги 1987 — фінальний матч розіграшу Кубка Футбольної ліги 1986—1987, 27-го розіграшу Кубка Футбольної ліги. У матчі, що відбувся 5 квітня 1987 року на стадіоні «Вемблі», зіграли «Арсенал» та «Ліверпуль».

## Шлях до фіналу
| Арсенал           | Арсенал                                                     | Раунд                           | Ліверпуль     | Ліверпуль                               |
| ----------------- | ----------------------------------------------------------- | ------------------------------- | ------------- | --------------------------------------- |
| Суперник          | Результат                                                   | Кубок Футбольної ліги 1986—1987 | Суперник      | Результат                               |
| Гаддерсфілд Таун  | 2-0 вдома, 1-1 на виїзді                                    | Другий раунд                    | Фулгем        | 10-0 вдома, 3-2 на виїзді               |
| Манчестер Сіті    | 3-1 вдома                                                   | 1/16 фіналу                     | Лестер Сіті   | 4–1 вдома                               |
| Чарльтон Атлетік  | 2-1 вдома                                                   | 1/8 фіналу                      | Ковентрі Сіті | 0-0 на виїзді, 3–1 вдома (перегравання) |
| Ноттінгем Форест  | 2-0 вдома                                                   | 1/4 фіналу                      | Евертон       | 1-0 на виїзді                           |
| Тоттенгем Готспур | 0-1 вдома, 2-1 (дч) на виїзді, 2-0 на виїзді (перегравання) | 1/2 фіналу                      | Саутгемптон   | 0-0 на виїзді, 3-0 вдома                |

## Матч

### Деталі
| 5 квітня 1987 |

| Арсенал          | 2:1 | Ліверпуль |
| ---------------- | --- | --------- |
| Ніколас 30', 83' |     | Раш 23'   |

| Вемблі, Лондон Глядачів: 96 000 Арбітр: Лестер Шаптер |

| Арсенал | Ліверпуль |

|                  |  |                  |  |                  |
|                  |  |                  |  |                  |
| В                |  | Джон Лукич       |  |                  |
| З                |  | Вів Андерсон     |  |                  |
| З                |  | Девід О'Лірі     |  |                  |
| З                |  | Кенні Сенсом (к) |  |                  |
| З                |  | Тоні Адамс       |  |                  |
| ПЗ               |  | Стів Вільямс     |  |                  |
| ПЗ               |  | Девід Рокасл     |  |                  |
| ПЗ               |  | Пол Девіс        |  |                  |
| ПЗ               |  | Мартін Хеєс      |  | Замінений        |
| Н                |  | Ніелл Куїнн      |  | Замінений        |
| Н                |  | Чарлі Ніколас    |  |                  |
| Запасні:         |  |                  |  |                  |
| ПЗ               |  | Майкл Томас      |  | Вийшов на заміну |
| ПЗ               |  | Перрі Гроувз     |  | Вийшов на заміну |
| Головний тренер: |  |                  |  |                  |
| Джордж Грем      |  |                  |  |                  |

|                 |  |                 |  |     |
| В               |  | Брюс Гроббелар  |  |     |
| З               |  | Гері Гіллеспі   |  |     |
| З               |  | Беррі Венісон   |  |     |
| З               |  | Найджел Спекмен |  |     |
| З               |  | Алан Гансен (к) |  |     |
| ПЗ              |  | Ронні Велан     |  |     |
| ПЗ              |  | Крейг Джонстон  |  |     |
| ПЗ              |  | Ян Мельбю       |  |     |
| ПЗ              |  | Стів Макмахон   |  | 87' |
| Н               |  | Пол Волш        |  | 73' |
| Н               |  | Іан Раш         |  |     |
| Запасні:        |  |                 |  |     |
| ПЗ              |  | Джон Ворк       |  | 87' |
| Н               |  | Кенні Далгліш   |  | 73' |
| Граючий тренер: |  |                 |  |     |
| Кенні Далгліш   |  |                 |  |     |